# Lavendulano
Il lavendulano (simbolo IMA: Lvd) è un minerale piuttosto raro della classe dei "fosfati, arseniati e vanadati". La sua composizione chimica è NaCaCu5[Cl|(AsO4)4]·5H2O ed è quindi chimicamente un arseniato di sodio-calcio-rame contenente acqua con ioni di cloro supplementari.

## Etimologia e storia
Il lavendulano fu scoperto per la prima volta nella miniera "Alte Galiläische Wirtschaft" vicino a Frohnau (una suddivisione amministrativa di Annaberg-Buchholz) nell'Erzgebirgskreis sassone e descritto nel 1837 da Johann Friedrich August Breithaupt, che chiamò il minerale per il suo caratteristico colore blu lavanda. Tuttavia il campione esaminato in tale occasione si rivelò essere una miscela senza alcuna relazione con il moderno lavendulano: infatti il minerale non presenta un colore lavanda, bensì blu.
Il campione tipo del minerale è conservato nella Collezione Mineralogica dell'Università di Freiberg (catalogo nº 20944 / b 8,1).
Nel 1877, Goldsmith trovò alcuni campioni di minerali nella miniera di "La Blanco" vicino a Freirina nella provincia di Huasco, in Cile, che furono analizzati da William F. Foshag nel 1924. A causa delle lievi differenze ottiche e chimiche rispetto al già noto lavendulano, Foshag decise che si trattava di un nuovo minerale e gli diede il nome di freirinite in riferimento alla sua località tipo. Nel 1957, tuttavia, C. Guillemin fu in grado di dimostrare con la cristallografia a raggi X che la freirinite e il lavendulano mostravano gli stessi modelli di riflessione. La freirinite era quindi identica al lavendulano e di conseguenza il nome del minerale è stato screditato e da allora è considerato essere un sinonimo di lavendulano.

## Classificazione
La 9ª edizione della sistematica minerale di Strunz, aggiornata dall'Associazione Mineralogica Internazionale (IMA) fino al 2009, elenca il lavendulano nella classe "8. Fosfati, arseniati, vanadati" e da lì nella sottoclasse "8.D Fosfati, ecc. con anioni aggiuntivi, con H2O"; questa è ulteriormente suddivisa in base alla dimensione relativa dei cationi coinvolti e al rapporto di quantità di sostanza degli anioni aggiuntivi al complesso fosfato, arseniato o vanadato (RO4), in modo che il minerale sia classificato in base alla sua composizione nella suddivisione "8.DG Con cationi di media e grande dimensione, (OH, etc.):RO4< 0,5:1", dove insieme a lemanskiite, sampleite, shubnikovite, zdeněkite e zinclavendulano forma il sistema nº 8.DG.05.
Tale classificazione resta invariata anche nell'edizione successiva, proseguita dal database "mindat.org" e chiamata Classificazione Strunz-mindat, nella quale i membri del sistema 8.DG.05 variano leggermente: fluor-rewitzerite, shubnikovite, lemanskiite, sampleite, zdenĕkite e rewitzerite.
Anche la classificazione dei minerali secondo Dana, che viene utilizzata principalmente nel mondo anglosassone, classifica il lavendulano nella classe dei "fosfati, arseniati e vanadati" e lì nella sottoclasse dei "fosfati idrogeni, ecc., con ossidrile o alogeno". Qui si trova insieme a lemanskiite, mahnertite, sampleite e zdeněkite nel gruppo senza nome 42.09.04 all'interno della suddivisione "Fosfati idrati ecc., con ossidrile o alogeno con (A)3(XO4)2Zq × x(H2O)".

## Abito cristallino
Il lavendulano cristallizza nel sistema monoclino nel gruppo spaziale P21/n (gruppo nº 14, posizione 2) con i parametri reticolari a = 10,011(1) Å, b = 19,478(2) Å, c = 10,056(1) Å e β = 90,37(1)° e 4 unità di formula per cella unitaria.

## Proprietà
I cristalli di lavendulano sono piuttosto molto fragili e si frantumano facilmente. Il lavendulano è molto facile da sciogliere davanti al cannello a soffiatura, in seguito al quale la fiamma diventa azzurra a causa dell'arsenico che contiene. Riscaldato in un pallone di vetro, il minerale rilascia acqua cristallina.

## Modificazioni e varietà
Finora, è nota solo una semplice varietà di lavendulano contenente zinco, che è stata descritta da Clark nel 1993 come un minerale indipendente e indicata come zincolavendulano,, un minerale con composizione chimica NaCa(Cu,Zn)5(AsO4)4Cl·5H2O di colore blu, ma ha perso il suo status di minerale nel novembre 2006 quando l'IMA lo ha screditato.

## Caratteri fisico-chimici
Di composizione chimica piuttosto variabile, la percentuale di As2O5 non supera il 45%, mentre quella del CuO non va mai oltre il 38%.

## Origine e giacitura
Il lavendulano si forma secondariamente nella zona di ossidazione di alcuni giacimenti di rame. I minerali associati includono adamite, antlerite, brochantite, calcite, calcantite, calcofillite, covellina, cuprite, cianotrichite, eritrite, fahleite, geminite, gesso, conicalcite rameica, malachite, mansfieldite, o'danielite, olivenite, parnauite, quarzo, tennantite e tsumcorite.
Essendo una formazione minerale piuttosto rara, il lavendulano può essere abbondante in alcuni luoghi in vari siti, ma nel complesso non è molto comune, essendo noti circa 150 siti. Oltre alla sua località tipo, la cava "Alte Galiläische Wirtschaft" vicino a Frohnau e i siti di Johanngeorgenstadt, anch'essa situata nei Monti Metalliferi, la miniera "Vater Abraham" vicino a Lauta (Marienberg), il pozzo 137 vicino a Wolkenstein e la miniera "Sauschwart" vicino a Neustädtel (Schneeberg) in Sassonia, il minerale è stato trovato in Germania in diversi luoghi della Foresta Nera come nella cava di Clara vicino a Oberwolfach e in varie fosse vicino a Wittichen nel Baden-Württemberg; in una miniera di uranio vicino al Rudolfstein e in una cava vicino a Dörrmorsbach in Baviera; nei pressi di Bad Lauterberg im Harz e Sankt Andreasberg nella parte della Bassa Sassonia dei Monti Harz; in varie miniere intorno a Eiserfeld e Gosenbach, nonché nella miniera di Thalburg vicino a Heiligenhaus, nella cava di Eisenberg vicino a Velbert e sul Maubacher Bleiberg nella Renania Settentrionale-Vestfalia; nella fossa "Gertraud" (Gertrud) vicino ad Antweiler, nella fossa Friedrichssegen nella valle del Lahn, nella fossa "Grüner Löwe" e nella fossa bianca vicino a Imsbach in Renania-Palatinato e vicino a Kamsdorf in Turingia.
In Italia il lavendulano è stato rinvenuto in diversi siti: a Ne, Rocchetta di Vara e Murialdo in Liguria; a Sarroch, Fluminimaggiore e Gonnosfanadiga in Sardegna; a Frassilongo in Trentino-Alto Adige; nei pressi di Livorno, a Carrara e Casette vicino a Massa in Toscana.
Gli unici siti in Austria sono Vogelhalt nello Schwarzleograben vicino a Hütten (vicino a Leogang) nel Salisburghese e Oberdrauburg in Carinzia.
In Svizzera, il lavendulano è stato finora trovato solo nella grotta di Vaas vicino a Granges nel comune di Sion e nella miniera "Kaltenberg" vicino a Blüomatttälli nella Turtmanntal nel Canton Vallese.
Tra le altre cose, la miniera di Gold Hill vicino all'omonima città nella contea di Tooele nello stato americano dello Utah, dove sono venuti alla luce cristalli di lavendulano con un diametro fino a quattro millimetri, è nota per gli straordinari ritrovamenti di lavendulano. Ricchi aggregati aghiformi sono noti anche nella miniera di Talmessi vicino ad Anarak, nella provincia iraniana di Esfahan.
Altre località includono Argentina, Australia, Bolivia, Cile, Francia, Grecia, Irlanda, Italia, Canada, Marocco, Namibia, Portogallo, Zimbabwe, Sud Africa, Spagna, Repubblica Ceca, Ungheria, Regno Unito (Inghilterra, Scozia) e vari stati degli Stati Uniti (Arizona, Michigan, Nevada).

## Forma in cui si presenta in natura
Il lavendulano è traslucido e sviluppa solo cristalli di dimensioni millimetriche, tabulari e simili a scaglie con una lucentezza cerosa o vetrosa sulle superfici. Di solito si trova sotto forma di aggregati minerali fibrosi o radiali a forma di rosetta e rivestimenti crostosi. Il suo colore varia tra il blu turchese (blu verdastro) e il blu-viola, ma il colore del suo striscio è sempre azzurro.